# Pimplaetus nataliae
Pimplaetus nataliae är en stekelart som beskrevs av André Seyrig 1932. Pimplaetus nataliae ingår i släktet Pimplaetus och familjen brokparasitsteklar. Inga underarter finns listade i Catalogue of Life.